# Sveučilište Vitolda Velikog
Sveučilište Vitolda Velikog (litvanski: Vytaudo Didžiojo universitetas), kraticom: VDU, je jedno od najvećih sveučilišta u Kaunasu u Litvi.
Kroz vrijeme je nosio razna imena, kao što je Litvansko sveučilište (Lietuvos universitetas) i Kaunaško sveučilište (Kaunos universitetas).

## Povijest

### Uspostavljanje sveučilišta
Početci visoke naobrazbe  u Litvi sežu u prošlost sve do 16. stoljeća, kada je, 1579., isusovačko učilište u Vilniusu postalo visoka škola - Academia et Universitas Vilnensis. 
Godine 1832., kao posljedica ustanka u studenom 1830.  car Nikola I.  zatvorio sveučilište. 
Godine 1918. je, uspostavom neovisne Republike Litve, Državno vijeće je odlučilo obnoviti rad sveučilišta u Vilniusu. . Budući da je Vilnius bio okupiran i litvanska vlada se morala prebaciti u Kaunas, ova odluka nije stupila na snagu.
Početkom 1920., su krenuli Viši studijski tečaji , čime su postavljeni temelji za uspostavljanje sveučilišta. Litvanski ministarski kabinet je odlučio uspostaviti Litvansko sveučilište u Kaunasu, 3. veljače 1922.
Ceremonijalno otvaranje sveučilišta je bilo 16. veljače 1922., a 12. travnja je litvanski predsjednik, potvrdio statut ovom sveučilištu i fakultetima: bogoslovlje-filozofija, humanističke znanosti, pravo, matematika i znanosti , medicina i tehnički studiji.
Podružna Poljodjelska akademija je utemeljena 1924., a za osnovicu je imala odjele poljodjelstva i šumarstva Fakulteta matematike i znanosti; 1936. je utemeljena Veterinarska akademija na sličan način, izdizanjem odjela veterine s Medicinskog fakulteta. 
Dana 7. lipnja 1930. sveučilište je dobilo ime Vitolda Velikog (lit. Vitautas Didysis, lat. Vytautas Magnus). 

## Vanjske poveznice
- Službene stranice